# فيليكس فيلاكورتا
فيليكس فيلاكورتا (بالإسبانية: Felix Villacorta)‏ هو لاعب كرة قدم أرجنتيني في مركز الهجوم، ولد في 29 مارس 1997 في بوينس آيرس في الأرجنتين. لعب مع نادي سان لورينزو.

## وصلات خارجية
- فيليكس فيلاكورتا على موقع Soccerway.com (الإنجليزية)